# Milejów-Osada (stacja kolejowa)
Milejów-Osada – dawna towarowa stacja kolejowa we wsi Milejów-Osada (gmina Milejów), w województwie lubelskim, w Polsce.